# Толубєєв Микита Павлович
Микита Павлович Толубєєв (11 листопада 1922, місто Катеринослав, тепер Дніпро — 1 червня 2013, місто Москва) — український радянський і компартійний діяч, депутат Верховної Ради УРСР 5-го скликання. Кандидат у члени ЦК КПУ в 1960—1961 р. Член ЦК КПУ в 1961—1966 р. Депутат Верховної Ради СРСР 6-го скликання. Член ЦК КПРС в 1961—1966 р і 1971—1986 р.

## Біографія
Народився в родині службовця. У 1941 році закінчив металургійний технікум і почав працювати контролером відділу технічного контролю Дніпродзержинського металургійного заводу імені Дзержинського Дніпропетровської області.
У 1941—1945 роках — служив у Червоній армії, учасник німецько-радянської війни.
У 1946—1954 роках — на інженерно-технічній роботі на Дніпродзержинському металургійному заводі імені Ф. Е. Дзержинського: технік, старший інженер, начальник зміни мартенівського цеху, начальник відділу кадрів заводу.
Член ВКП(б) з 1947 року.
У 1951 році закінчив Дніпродзержинський вечірній металургійний інститут імені Арсенічева.
У 1954—1956 роках — 1-й секретар Сталінського районного комітету КП(б)У міста Дніпродзержинська Дніпропетровської області.
У 1956—1959 роках — інспектор ЦК КП України.
У травні 1959 — 24 травня 1961 року — 2-й секретар Дніпропетровського обласного комітету КПУ.
24 травня 1961 — січні 1963 року — 1-й секретар Дніпропетровського обласного комітету КПУ. У січні — 5 липня 1963 року — 1-й секретар Дніпропетровського промислового обласного комітету КПУ.
5 липня 1963 — грудні 1964 року — 2-й секретар Дніпропетровського промислового обласного комітету КПУ. У грудні 1964 — вересні 1965 року — 2-й секретар Дніпропетровського обласного комітету КПУ.
У 1965—1968 роках — слухач Вищої дипломатичної школи Міністерства закордонних справ СРСР.
У квітні 1968 — грудні 1970 року — надзвичайний і повноважний посол СРСР в Республіці Кіпр.
У грудні 1970 — квітні 1979 року — надзвичайний і повноважний посол СРСР в Республіці Куба.
У травні 1979 — липні 1983 року — надзвичайний і повноважний посол СРСР в Народній Республіці Болгарія.
У липні 1983 — 1990 року — заступник голови Державного комітету СРСР по зовнішнім економічним зв'язкам.
З 1990 року — на пенсії.

## Нагороди
- орден Леніна (1982)
- орден Жовтневої Революції
- два ордени Трудового Червоного Прапора (26.02.1958)
- орден «Знак Пошани»
- медалі